# Josip Lisac
Josip Lisac (Turni kod Delnica, 1950.) hrvatski je akademik, jezikoslovac, filolog i dijalektolog.

## Životopis
Osnovnu školu i gimnaziju završio je u Delnicama, Filozofski fakultet u Zadru. Doktorirao je na istom fakultetu 1986. disertacijom o goranskim kajkavskim govorima. Na Filozofskom fakultetu u Zadru u trajnom je zvanju redovitoga profesora od 2002. Predavao je ili predaje na više poslijediplomskih studija iz lingvistike; voditelj je poslijediplomskog studija lingvistike na Sveučilištu u Zadru. 
Osnovni mu je interes dijalektologija i povijest hrvatskoga jezika. Sudjelovao je u međunarodnim projektima iz jezikoslovnog zemljopisa. Surađivao je i surađuje u brojnim časopisima i u Hrvatskoj i izvan nje. S D. Fališevac i D. Novakovićem pokrenuo je zbornik Hrvatska književna baština. Na Sveučilištu u Zadru pokretač je časopisa Croatica et Slavica Iadertina. Također je član uredništava Čakavske riči i Zadarske smotre. Sudjelovao je u radu velikog broja znanstvenih skupova i objavljivao u mnogim zbornicima radova i sličnim edicijama. Objavio je više knjiga te sudjelovao u priređivanju djela iz hrvatske književnosti i iz hrvatske filologije. Od 2004. član je suradnik HAZU i član je Matice hrvatske, Književnoga kruga u Splitu, Kajkavskoga spravišča u Zagrebu.
Objavio je više stotina znanstvenih i stručnih radova.

## Nagrade i priznanja
- nagrada HAZU 2000. za knjigu Hrvatski govori, filolozi, pisci
- nagrada zadarske županije 2005. za knjige Hrvatska dijalektologija 1. te Faust Vrančić i drugi
- prva nagrada za znanost Novog lista i Goranskoga novog lista 2007. za knjigu Tragom zavičaja
- nagrada grada Zadra 2009. za knjigu Hrvatska dijalektologija 2.
- nagrada Judita za najbolju knjigu o hrvatskoj književnoj baštini u 2012. dodijeljena 2013.[2]

## Glavna djela
- Hrvatska drama do narodnog preporoda I-II, Split, 1984. (sa S. P. Novakom);
- Hrvatski jezik i njegovi proučavatelji, Split, 1994., ISBN 953-150-089-4
- Hrvatski dijalekti i jezična povijest, Zagreb, 1996.;
- Hrvatski govori, filolozi, pisci, Zagreb, 1999.;
- Hrvatska dijalektologija 1. (Hrvatski dijalekti i govori štokavskog narječja i hrvatski govori torlačkog narječja), Zagreb, 2003.; ISBN 953-212-168-4
- Faust Vrančić i drugi, Šibenik, 2004.
- Tragom zavičaja, Split, 2006.
- Hrvatska dijalektologija 2. (Čakavsko narječje), Zagreb, 2009.; ISBN 978-953-212-169-8
- Dvije strane medalje. Dijalektološki i jezičnopovijesni spisi o hrvatskom jeziku, Split, 2012.
- Dijalektološki i jezičnopovijesni ogledi, Zagreb, 2016.
- Izabrani spisi. O povijesti hrvatskoga književnog jezika, Zadar, 2017.
- Šibenske i druge kroatističke teme, Šibenik, Zadar, 2020.

## Vanjske poveznice
- Tko je tko u hrvatskoj znanosti, Josip Lisac  Arhivirana inačica izvorne stranice od 20. veljače 2021. (Wayback Machine)
- Josip Lisac, WorldCat